# Вунсторф
Вунсторф (нім. Wunstorf) — місто в Німеччині, розташоване в землі Нижня Саксонія. Входить до складу району Ганновер.
Площа — 126,60 км2. Населення становить 41 481 ос. (станом на 31 грудня 2021).